# 卡拉姆布
卡拉姆布（Kalamb），是印度马哈拉施特拉邦奥斯马纳巴德县的一个城镇。总人口23016（2001年）。

## 人口
该地2001年总人口23016人，其中男性12045人，女性10971人；0—6岁人口3400人，其中男1804人，女1596人；识字率70.59%，其中男性为78.07%，女性为62.39%。